# Рейфи
Ре́йфи (англ. Wraith) — вигадана раса з телесеріалу «Зоряна брама: Атлантида». Рейфи слугують основними антагоністами серіалу — високорозвиненою цивілізацією, яка харчується людьми. У ранніх сезонах рейфи практично домінують в галактиці Пегас і є головною загрозою для людей. Пізніше деякі інші загрози, включаючи асуранів, дещо розширили коло ворогів людей.

## Фізіологія
Рейфи описані як людиноподібний вид, що живе за кастовою системою, подібно до колоніальних комах. Таке поєднання рис пояснюється тим, що вони виникли внаслідок гібридизації людей з хижими комахами планети Іратус. Рейфи мають бліду шкіру з зеленуватим відтінком, що має восковий покрив, гострі зуби і отвори на долонях, через які харчуються. Деякі самці носять вуса і бороди. Очі рейфів жовті з вертикальними зрачками, здатні бачити в темряві. Пересічний рейф набагато сильніший за людину і витриваліший. Особини здатні спілкуватися телепатично і здійснювати телепатичний вплив на людей. Ці істоти здатні впадати у сплячку на сотні років, якщо голодують. Пошкодження організму усуваються надзвичайно швидко, а тривалість життя рейфів сягає тисяч років.
Основним місцем життя рейфів є кораблі-вулики, котрі разом з більшістю технологій на борту складаються з органіки. Існують касти рейфів, де найвищою є королева, що править вуликом, а після неї слідують трутні (найчастіше показані ученими і командирами) і солдати. Якщо королеви і трутні мають звичайні людські пропорції та розвинений інтелект, то солдати помітно мускулисті і не здатні до творчого мислення. Тільки королеви здатні народжувати дітей, причому нові королеви ростуть подібно до людей. Решта каст після народження визріває в коконах до дорослого стану. Всі рейфи є особистостями і підпорядкування одних одним всередині каст визначається особистими стосунками.
Рейфи харчуються, висмоктуючи туманно описану «життєву силу», як правило через груди жертви біля серця. В тіло жертви вприскується фермент, який підтримує її живою і пришвидшує процеси організму. При висмоктуванні жертва за лічені хвилини старіє і помирає. Після харчування рейф різко збільшує здатність до регенерації. При цьому людська травна система у рейфів збережена. Вона не здатна добувати поживні речовини зі звичайної їжі, але рейфи відчувають задоволення від смаку. Також вони розрізняють особливості «життєвої сили» і висмоктування людей з багатим життєвим досвідом приємніше. Рейф здатний як висмоктати, так і повернути «життєву силу», що супроводжується омолодженням і заживленням ран людини. Якщо людина переживає напад рейфа і в її тілі є фермент, від нього виникає залежність. Зважаючи на посилення ним організму, деякі люди полюють на рейфів, щоб добути залози з цією речовиною.

## Історія
Рейфів створили Древні в ході експериментів зі здобуття безсмертя. Побоюючись, що вознесіння на вищий рівень існування може не вдатися, Древні наважилися на експерименти над людьми з досягнення безсмертя. Коли перші рейфи повстали, Древні спробували їх знищити, але частина вижила у співвідношенні 10 самців на 1 самицю. Вцілілі розвинули телепатію, за допомогою якої змусили охоронців випустити їх, викрали технології Древніх та втекли на планету Атос. Зрештою 9 самиць стали королевами рейфів, вони освоїли космічні польоти та розселилися по галактиці Пегас. Самі ж рейфи стверджують, що виникли шляхом природної еволюції з жуків планети Іратус, які харчувалися людьми та переймали їхні найкращі адаптаційні риси.
З часом рейфи захопили декілька зорельотів Древніх, що несли Модулі нульової точки, таким чином отримавши майже невичерпні джерела енергії. Завдяки їм рейфи збудували станції клонування та здобули чисельну перевагу. Це дозволило рейфам поступово долати оборону Древніх, зрештою взявши їхню столицю, Атлантиду, в облогу. Облога тривала 100 років, поки Рада Древніх не вирішила затопити Атлантиду в океані, а населення евакуювати на Землю.
Хоча рейфи перемогли, їм не вистачало людей для харчування. Тому вони перейшли до багаторічних сплячок, упродовж яких населення планет поновлювалося. Тоді рейфи масово пробуджувалися, споживали більшість людей і засинали знову.
Коли земляни потрапили в Атлантиду крізь Зоряну браму, вони швидко виявили примітивне людське населення галактики Пегас. Прибуття незнайомців змусило один з зорельотів рейфів пробудитися. Його доглядач, допитавши полковника Самнера, дізнався, що на Землі є мільярди людей. Щоб дізнатися місце розташування Землі, рейфи зібрали 12 кораблів-вуликів для штурму Атлантиди. Сили були нерівні, проте людям вдалося обманути нападників, змусивши їх повірити, що Атлантиду було підірвано. Тому рейфи відступили й продовжили харчуватися людьми на інших планетах. Але оскільки пробудження від сплячки відбулося зарано, рейфам не вистачало їжі, кораблі-вулики вступили в боротьбу між собою і серед рейфів спалахнула громадянська війна.
Додатковою загрозою для рефів стали асурани, що покинули ізоляцію на своїй планеті Асурас. Оскільки Древні створили асуранів як зброю проти рейфів, ті вирішили боротися, знищуючи людей як харчову базу. Спільна загроза спонукала землян і рейфів, за ініціативи рейфа Тодда, об'єднатися в атаці на Асурас. Коли асуранів знищили, громадянська війна між рейфами поновилася.
Земляни спробували створити вірус, який перетворював рейфів на звичайних людей, але успіх виявився тимчасовим. Вірус діяв недовго, а піддослідний рейф, названий людьми Майклом, зумів втекти. Оскільки інші рейфи не прийняли його, Майкл вирішив помститися, поширюючи серед людей галактики Пегас отруту, яка робила харчування ними смертельно небезпечним.
Супервулик, яким командував Тодд, повстав проти нього і заволодів МНТ. Це дозволило рейфам здійснити міжгалактичний політ до Землі. Зрештою Атлантиду теж вдалося запустити до Землі, чим забезпечити планеті оборону. Супервулик було підірвано зсередини, а оскільки ніхто з нападників не вижив, координати Землі лишилися в таємниці від решти рейфів.
Після цього в галактиці Пегас рейфів об'єднала так звана Королева Смерть, яка викрала вченого Родні МакКея, отримавши від нього пристрій керування Зоряними брамами та технологію силових щитів. Для протистояння Королеві Смерті Тейла мусила сама стати королевою рейфів і вбити її. За підсумками виявилося, що рейфами весь час таємно командував Прах, один з первісних рейфів, який хотів помститися людям як спадкоємцям Древніх. Його було схоплено та передано для покарання вцілілим королевам. Рейфи та земляни уклали союз, в якому було ухвалено продовжити розробку вірусу. В результаті рейфи отримали засіб, що дозволяв їм харчуватися звичайною їжею.

## Оцінки
Сайт WhatCulture присудив рейфам 2-ге місце з-поміж лиходіїв «Зоряної брами» як верховним хижакам, яких не хвилює що про них думають жертви, і яких найбільше спиняє тільки внутрішня ворожнеча.
За версією Looper, рейфи є одними з найкращих телевізійних мутантів.
Screen Rant поставив рейфів на 9-е місце в десятці наймоторошніших інопланетян, показаних на телебаченні. Як зазначалося, рейфи страшні не тільки тим, що вони «космічні вампіри», а й тим, як вони маніпулюють своїми жертвами, змушуючи служити собі.
Сайт Paste присудив рейфам 3-є місце у списку найбільших лиходіїв у науковій фантастиці за неординарну інтерпретацію образу напів людей, напів комах, і пряму загрозу населенню Землі.